# Кузьменко Михайло Васильович
Михайло Васильович Кузьменко (9 листопада 1915, село Широке, тепер Солонянського району Дніпропетровської області — 1992) — український радянський вчений, голова президії Південного відділення ВАСГНІЛ. Депутат Верховної Ради УРСР 9-го скликання. Член ЦК КПУ в 1976—1981 роках. Кандидат сільськогосподарських наук (1959), член-кореспондент ВАСГНІЛ (1972).

## Біографія
Освіта вища. Закінчив Краснодарський інститут виноградарства і виноробства РРФСР.
У 1939—1941 роках — завідувач відділу селекції зернових культур Весело-Подолянської дослідно-селекційної станції Полтавської області.
Член ВКП(б) з 1940 року.
У 1941—1942 роках — агрономом-насіннєвод насінницького відділення Байської дослідно-селекційної станції Зонального району Алтайського краю РРФСР.
У 1942—1943 роках — завідувач Киргизького дослідно-селекційного пункту Всесоюзного науково-дослідного інституту цукрової промисловості у Киргизькій РСР.
У 1943—1956 роках — директор Весело-Подолянської дослідно-селекційної станції Полтавської області.
У 1956—1961 роках — директор Полтавської обласної державної сільськогосподарської дослідної станції.
21 березня 1961 — квітень 1962 року — 1-й заступник голови виконавчого комітету Полтавської обласної ради депутатів трудящих.
У квітні 1962 — березні 1965 року — заступник міністра виробництва і заготівель сільськогосподарських продуктів Української РСР.
У березні 1965—1967 роках — заступник міністра сільського господарства Української РСР. У 1967—1972 роках — 1-й заступник міністра сільського господарства Української РСР.
У 1972—1979 роках — голова президії Південного відділення ВАСГНІЛ, віцепрезидент Всесоюзної академії сільськогосподарських наук імені Леніна (ВАСГНІЛ).
З 1979 року — науковий працівник кафедри селекції і насінництва Української сільськогосподарської академії.
Відомий вчений у галузі селекції і насінництва зернових культур. Автор методики створення удосконалених сортів озимої пшениці.

## Нагороди
- два ордени Леніна
- два ордени Трудового Червоного Прапора
- орден Жовтневої Революції
- орден Знак Пошани
- медалі